# Philippe Séguin
Pour les articles homonymes, voir Séguin.
Philippe Séguin [se.gɛ̃], né le 21 avril 1943 à Tunis (Tunisie) et mort le 7 janvier 2010 à Paris, est un magistrat et homme d'État français.
Il est député des Vosges entre 1978 et 2002, maire d’Épinal de 1983 à 1997 et ministre des Affaires sociales et de l'Emploi pendant la première cohabitation. Il est une figure emblématique du « non » au référendum de 1992 sur le traité de Maastricht.
Président de l'Assemblée nationale de 1993 à 1997, il apporte son soutien à Jacques Chirac lors de l'élection présidentielle de 1995, avant de prendre ses distances avec lui. Il préside ensuite le Rassemblement pour la République (RPR) jusqu'en 1999 et se présente sans succès à la mairie de Paris aux élections de 2001.
De 2004 à sa mort soudaine, il est premier président de la Cour des comptes. Dénonçant les dérives des finances publiques, il donne de la visibilité à cette institution et mène une importante réforme des juridictions financières.
Orateur redouté, il se présente comme un gaulliste social et incarne une droite souverainiste souvent en décalage avec les lignes dominantes de sa famille politique.

## Biographie

### Jeunesse
Philippe Séguin est né sous les bombardements le 21 avril 1943, à Tunis, à la limite du quartier moderne et du quartier israélite. Sa mère, Denise, est la fille du Niçois Joseph Danièle, arrivé en Tunisie à vingt-huit ans pour devenir directeur du Crédit lyonnais à Sousse, puis à Bizerte et agent d'affaires à Tunis, et d'Adèle Nicolas, fille d'un entrepreneur de travaux publics important de Tunis.
Le père de Philippe Séguin, Robert Séguin, est un athlète puisqu'il est champion d'Afrique du Nord du cent dix mètres haies et vice-champion de France. S'étant engagé dans le 4e régiment de tirailleurs tunisiens au moment de la libération de la Tunisie, intervenue quelques jours après la naissance de son fils, il meurt pour la France à l'âge de vingt-trois ans dans les combats, en septembre 1944, à Glainans dans le Doubs, alors que Philippe Séguin est âgé d'un an.
Mais selon Michel Taubmann, le réel géniteur de Philippe Séguin serait Albert Hayat, commerçant juif de Tunis et employeur de Denise. Cette thèse est contestée par la famille Séguin.
La question est cependant décrite comme bien connue dans l'entourage de Philippe Séguin. Un ancien ministre UMP explique : « On ne peut rien comprendre à Philippe, si on ignore à quel point il était coupé en deux. L’homme politique voulait incarner un patriotisme inspiré par l’exemple d’un père, Robert Séguin, mort au champ d’honneur. Mais l’homme privé souffrait d’avoir appris à l’âge adulte l’existence d’un autre père, moins glorieux. » Jean-Pierre Allali, historien du judaïsme tunisien, commente sur cette rumeur connue depuis des décennies: « Est-ce vrai ? Je ne sais pas. Est-ce plausible ? Bien sûr. À cette époque, il y a eu des cas de substitution de père ou de mariages arrangés pour sauver l’honneur d’une jeune fille. » 
Dans ses Mémoires, Philippe Séguin écrit quelques lignes, dans le cadre d’une réflexion générale sur la cohabitation entre communautés, qui pourraient être interprétées comme une allusion à la situation de sa mère : « Rien ne faisait plus scandale dans la bonne société, que la rumeur d’une liaison, réelle ou supposée, d’une Française avec un juif – fût-il français – ou, pis encore, avec un Arabe ». À la mort d'Albert Hayat en août 1995, Séguin écourte ses vacances pour assister à son enterrement dans le carré juif d'un cimetière parisien, où la présence de cette figure publique à la maigre cérémonie, dans un Paris vidé de ses habitants à ce moment de l'année, ne passe pas inaperçue, la famille Hayat comprenant ainsi un lien secret avec Séguin.
Pupille de la Nation, il étudie au lycée Carnot de Tunis. À l'indépendance de la Tunisie, sa mère, Denyse Séguin Daniele, institutrice, décide de rentrer en France pour vivre à Draguignan, où son fils la rejoint à douze ans. Philippe Séguin poursuit ses études à l'École normale d'instituteurs du Var puis de Nîmes, où il passe son baccalauréat (section philosophie) en 1959.
Licencié en histoire et diplômé d'études supérieures d’histoire à la faculté des lettres d'Aix-en-Provence, il milite au cours de ces premières années d'études au sein de l'UNEF Aix-en-Provence, à un moment où celle-ci dénonce la poursuite de la guerre d'Algérie ; il en est vice-président en 1962. Il travaille une année comme pigiste au journal Le Provençal (1963-1964), où Gaston Defferre le remarque et lui propose de l'embaucher.
Mais il préfère poursuivre ses études à l'Institut d'études politiques d'Aix-en-Provence, dont il sort diplômé en 1967, avec la plus haute moyenne jamais atteinte (16/20 dont 16/20 au Grand Oral). Il y enseignera par la suite, et présidera son conseil d'administration de septembre 2007 à sa mort.
Il prépare et intègre ensuite l'ENA, promotion « Robespierre » (janvier 1968-mai 1970), dont il sort septième sur cent six, ce qui lui permet de choisir la Cour des comptes en juin 1970, en tant qu'auditeur de seconde classe. En décembre 1971, il devient auditeur de première classe.

### Vie privée
En 1968, Philippe Séguin épouse Marie-Violaine Loniewska, avec qui il a trois enfants : Patrick, Catherine et Pierre. D'un second mariage avec Béatrice Bernascon (1939-2011), ancienne épouse de Jacques Toubon, il a une fille, Anne-Laure.

### Parcours politique

#### 1965-1978: débuts
Membre de l'Union pour la nouvelle République (UNR) puis de l'Union des démocrates pour la République (UDR), Philippe Séguin commence sa carrière politique en travaillant dans différents cabinets ministériels. En avril 1973, il est chargé de mission au secrétariat général de la présidence de la République sous Georges Pompidou. Puis, sous la présidence de Valéry Giscard d'Estaing, il devient, en octobre 1974, adjoint au directeur de l'éducation physique et des sports auprès du secrétaire d'État auprès du ministre de la Qualité de vie.
Il enseigne par ailleurs à l'IEP d'Aix-en-Provence puis à l'Institut d'études politiques de Paris.
En octobre 1975, Philippe Séguin réintègre la Cour des comptes, avant de revenir en politique en avril 1978, comme chargé de mission au secrétariat d'État aux Relations avec le Parlement puis d'être chargé de mission au cabinet du Premier ministre Raymond Barre, d'octobre 1977 à février 1978. Entretemps, il est nommé, en juin 1977, conseiller référendaire de seconde classe à la Cour des comptes. Pourtant, il peine à trouver ses marques : fervent gaulliste, il ne se reconnaît pas dans la politique de Georges Pompidou, de Raymond Barre ou de Valéry Giscard d'Estaing : il crée donc peu à peu son propre style, le « séguinisme ».

#### 1978-1986: premiers mandats de député des Vosges
En avril 1978, Philippe Séguin est élu député de la 1re circonscription des Vosges, mandat qu'il conserve jusqu'en 1986, date de son entrée au gouvernement. Il est également vice-président du conseil régional de Lorraine de 1979 à 1983, puis est élu, au premier tour, maire d'Épinal en mars 1983 (il sera réélu en 1989 et 1995). Entre 1984 et 1986, il occupe les postes de secrétaire national du RPR pour les affaires sportives, pour les problèmes des rapatriés, puis chargé de la décentralisation.
En 1981, il prononce, à l'Assemblée nationale, un discours pour soutenir l'abolition de la peine de mort. Il est, avec Jacques Chirac, un des rares députés d'opposition à soutenir cette réforme emblématique du nouveau président François Mitterrand. En tant que vice-président de l'Assemblée nationale, c'est lui qui annonce le résultat du vote le 18 septembre 1981.

#### 1986-1988: ministre des Affaires sociales et de l'Emploi
En mars 1986, il est nommé ministre des Affaires sociales et de l'Emploi dans le gouvernement Jacques Chirac, lors de la première cohabitation. Se présentant alors comme un « libéral de progrès », il va défendre des projets de loi marquées par plus de dérégulation, mais aussi par une certaine influence de son affinité « gaulliste sociale ».
Confronté à un chômage en hausse (situé à hauteur de 10,5 % des actifs en 1986), le gouvernement décide de rendre le marché du travail plus flexible et c'est Philippe Séguin qui est chargé de préparer et de défendre la loi qui, dès le 8 juin 1986, supprime l'autorisation administrative de licenciement. Celle-ci lui vaut les critiques de certains syndicats tels que la CGT dont le secrétaire général Henri Krasucki dit « qu’il est pieds et poings liés par le grand capital » tandis que l'opposition l'accuse d'être au service d'un patronat « revanchard et opportuniste ».
La loi du 19 juin 1987 d'aménagement du temps de travail, dite « loi Séguin », va aussi dans le sens d'une plus grande flexibilité en abandonnant l’objectif de réduction du temps de travail qui devient une contrepartie facultative de la modulation. Elle permet de recourir au travail en continu pour raisons économiques et assouplit le régime des repos compensateurs, tandis que le module hebdomadaire, jugé trop rigide, est éclaté. Dans un contexte marqué par une meilleure conjoncture internationale et une baisse du prix du pétrole, le nombre de demandeurs d'emploi diminue légèrement entre 1986 et 1988, avec un taux de chômage passant de 10,5 % en 1986 à 10,3 % en 1987 puis à 9,8 % en 1988, sans obtenir toutefois une réelle stabilisation.
En contrepartie de ces mesures d'inspiration libérales, Philippe Séguin va également soutenir plusieurs textes visant à renforcer le poids des salariés dans l'entreprise, ou à réduire certaines inégalités. Il fait ainsi partie des ministres, comme celui de l'Économie et des Finances, Édouard Balladur, qui élaborent les ordonnances du 15 octobre 1986 allant dans le sens du vieux projet gaulliste de la participation des salariés aux résultats des entreprises. Elles prévoient de nouvelles exonérations fiscales sur la participation, notamment en matière d'impôt sur les sociétés, le report des déficits antérieurs, ainsi que la prise en compte du personnel temporaire pour la détermination des seuils, tout en assouplissant les règles de l'intéressement et de l'abondement de l'entreprise au PEE. Philippe Séguin est à l'origine de plusieurs autres mesures sociales en faveur de l'emploi, dont l'ordonnance du 11 août 1986 subordonnant le recours au travail intermittent par les entreprises à la signature d'un accord préalable, ainsi que de la loi du 10 juillet 1987 pour la lutte contre le chômage de longue durée et de celle, entrée en vigueur le même jour, en faveur de l'emploi des travailleurs handicapés qui introduit pour la première fois dans le code du travail la notion d'« Obligation d'emploi » pour ces derniers, avec une politique de discrimination positive instaurant un quota de 6 % d'employés handicapés dans les entreprises de plus de 20 salariés. 710 000 stages « emploi-formation » pour les jeunes de 16 à 25 ans sont également créés.
Après la réélection de François Mitterrand en 1988, Philippe Séguin retrouve son mandat de député, jusqu'aux élections législatives de 2002.

#### 1989-1990: rénovateurs et alliance avec Pasqua
La défaite de Jacques Chirac à l'élection présidentielle de 1988 sur fond d’affrontements avec Valéry Giscard d’Estaing et Raymond Barre sème le doute au RPR et dans le reste de la droite. Philippe Séguin saisit l'occasion pour prendre, en 1989 puis 1990, deux initiatives qui vont échouer.

##### 1989: rénovateurs RPR-UDF
Après les élections municipales de mars 1989, et avant les élections européennes prévues pour juin de la même année, douze jeunes députés de l'opposition (six RPR et six UDF) se retrouvent réunis par un ressentiment partagé envers les trois « anciens » leaders (Barre, Chirac, Giscard), devenus à leurs yeux synonymes de « machine à perdre ».
Il s'agit, pour le RPR, de Philippe Séguin, Michel Noir, Alain Carignon, Étienne Pinte, Michel Barnier et François Fillon, et pour l'UDF de Dominique Baudis, François Bayrou, Charles Millon, François d'Aubert, Philippe de Villiers et Bernard Bosson. Les rénovateurs ambitionnent alors de présenter une liste unique d’opposition aux élections européennes de juin 1989,.
La popularité de Dominique Baudis et Michel Noir (récemment élu maire de Lyon) vaut un certain succès, notamment médiatique, au mouvement. Toutefois des dissensions apparaissent, en particulier sur l'Europe, où les positions souverainistes de Philippe Séguin s'avèrent incompatibles avec l'approche fédéraliste de François Bayrou. Finalement, la tentative des « rénovateurs » échoue, la liste conduite par Simone Veil aux élections européennes recueillant seulement 8,43 % des voix.

##### 1990: alliance avec Charles Pasqua
Début 1990, à l'approche des assises du RPR où pour la première fois, la formation gaulliste va désigner ses instances dirigeantes à la proportionnelle, Philippe Séguin fait alliance avec Charles Pasqua pour « régénérer le RPR » en s'inspirant « du message du général de Gaulle ». Ils sont notamment accompagnés dans leur démarche par François Fillon, Michel Barnier, Étienne Pinte, Franck Borotra, Élisabeth Hubert, Jean de Boishue et Jacques Kosciusko-Morizet. Tous défendent une ligne souverainiste sur les questions européennes et se réclament d'une position authentiquement gaulliste.
Sentant le danger, Jacques Chirac, qui avait initialement prévu de se tenir au-dessus de la mêlée, s'engage fermement en faisant sien le texte proposé par Alain Juppé. Finalement, le courant Pasqua-Séguin n'obtient que 31,68 % des voix lors des assises du RPR au Bourget, le 11 février 1990, contre 68,32 % pour la motion d'Alain Juppé, permettant à Jacques Chirac de rester président du parti.

#### 1992: chef de file du «non» au traité de Maastricht

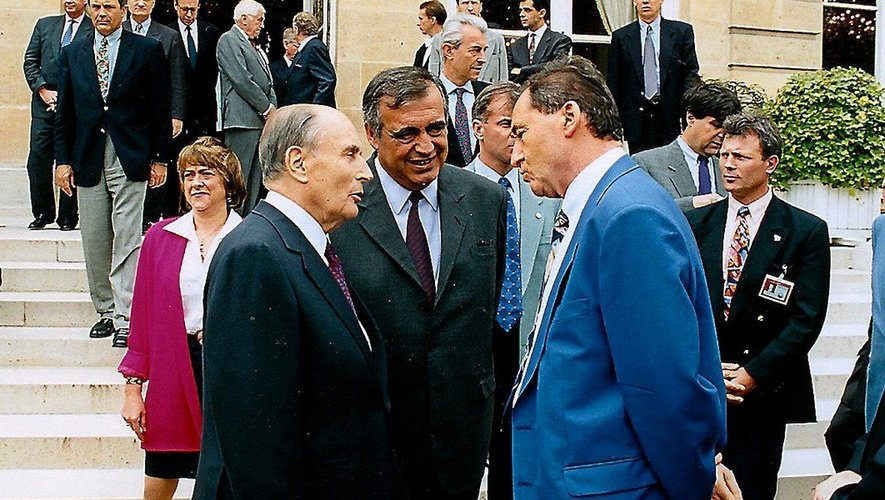
François Mitterrand, Philippe Séguin et Gilbert Baumet au palais de l'Élysée en 1992.

En 1992, la carrière politique de Philippe Séguin connaît un tournant, lorsqu'il s'engage avec Charles Pasqua pour le « non » au référendum sur le traité de Maastricht, alors que les dirigeants de sa famille politique sont majoritairement en faveur de l'adoption. Fidèle à la tradition gaulliste et attaché à l'implication de l'État dans le domaine social, il estime que le traité européen est une menace pour l'indépendance de la France.
Le 5 mai 1992, il prononce un discours remarqué à l'Assemblée nationale, dans lequel il pourfend la « logique » fédérale du traité et réclame un référendum. Le président François Mitterrand lui donne satisfaction le 3 juin suivant. Le 3 septembre 1992, ce dernier accepte un débat télévisé avec celui qui est considéré comme le leader du « non », au grand amphithéâtre de la Sorbonne.
Malgré la courte victoire du « oui » (tout juste 51 %), qui était pourtant crédité de 70 % au début de la campagne, la notoriété de Philippe Séguin en sort renforcée. Ce dernier poursuit alors, sur un mode plus discret, un lobbying dans les milieux économiques et financiers, pour trouver une solution aux excès de la politique dite du "franc fort", sur fond de dévaluations au sein du système monétaire européen, qui selon lui se traduit par des taux d'intérêt maintenus trop longtemps à un niveau trop élevé[réf. nécessaire].

#### 1993-1997: président de l'Assemblée nationale
En avril 1993, après la large victoire de la Droite dans le cadre de l'UPF aux élections législatives, Philippe Séguin est élu président de l'Assemblée nationale par 389 voix contre 59 à André Labarrère, atteignant l'apogée, quatre ans durant, de sa carrière politique. Son combat consiste à protéger l'autonomie des parlementaires face au gouvernement. Il instaure le vote électronique, rendant impossible la pratique jusqu'alors tolérée de vote par procuration en masse, et obtient la session unique en 1995.
En février 1994, un mouvement de jeunesse, le rassemblement pour une autre politique, est créée pour soutenir Séguin face aux tendances opposées du RPR.
Par ailleurs, Philippe Séguin montre sa sympathie pour le mouvement souverainiste du Québec en aidant les indépendantistes lors de la victoire en 1994 du Parti québécois de Jacques Parizeau, puis lors du référendum de 1995 sur la souveraineté du Québec. Séguin fut invité à la Chaire Raoul-Dandurand en études stratégiques et diplomatiques et enseigna alors à l'Université du Québec à Montréal. Il publia Plus Français que moi, tu meurs !, un livre sur le Québec, son histoire et son avenir de coopération avec la France dans le contexte actuel d'accélération de la mondialisation.
Lors de la campagne présidentielle de 1995, Philippe Séguin apporte un franc soutien à Jacques Chirac.
Il joue un rôle-clé puisqu'il est l'un des inspirateurs de son discours sur la fameuse « fracture sociale », avec Henri Guaino. Mais contrairement aux pronostics, Philippe Séguin n'est pas nommé Premier ministre une fois Jacques Chirac élu président de la République, et c'est l'un de ses concurrents de toujours, Alain Juppé, qui est nommé à Matignon. Il reste donc président de l'Assemblée nationale jusqu'en avril 1997.
Après la dissolution de l'Assemblée nationale décidée par Jacques Chirac, et ce malgré son avis défavorable, Philippe Séguin, au cours de la campagne électorale des législatives anticipées, se rapproche des libéraux du RPR, tout en défendant son idée d'une « Europe sociale ». Après la victoire de la majorité plurielle, le socialiste Laurent Fabius lui succède au « perchoir ».

#### 1997-1999: président du Rassemblement pour la République
Après l'échec de la droite aux élections législatives, Philippe Séguin est élu à la tête du RPR avec 78,85 % des suffrages, face à cinq autres candidats, le 6 juillet 1997. Ayant démissionné de la mairie d'Épinal pour se consacrer à sa nouvelle fonction, il souhaite notamment rénover le parti en proposant de nouveaux statuts aux membres du parti. Ainsi, il propose que les militants votent de façon directe pour élire le président : seul candidat, il est réélu à la tête du parti avec 95,07 % des voix des adhérents.
Toutefois, il est très vite confronté à de nombreux obstacles : certains le soupçonnent de se mettre déjà en campagne pour l'élection présidentielle 2002. Le parti se divise également au sujet de la monnaie unique et de la construction de l'Europe à propos de la ratification du traité d'Amsterdam.
Ne parvenant pas à établir une liste unique aux élections européennes et sous la pression des chiraquiens, Philippe Séguin abandonne la direction du RPR en avril 1999, dénonçant les déclarations de Bernard Pons et un « manque de loyauté » de Jacques Chirac à son égard. Dans son ouvrage Libre, publié en 2000, Nicolas Sarkozy écrit qu'« il vivait sa présidence comme un homme de sacrifice ».
Roselyne Bachelot a affirmé que, lors des débats sur le PACS à l'Assemblée nationale en novembre 1998, Philippe Séguin l'avait aidée à écrire le discours, dans lequel elle prenait, seule, la défense de ce projet de loi contre l'avis de son camp, lui-même s'est distingué des autres députés de l'opposition en s'abstenant lors du vote final.

#### 2000-2002: candidature à la mairie de Paris et retrait de la vie politique
Après quelques mois de retraite politique (qu'il passera principalement au Québec), Philippe Séguin revient en tant que candidat à la mairie de Paris. Alors qu'Édouard Balladur et Françoise de Panafieu lui ont laissé le champ libre, Philippe Séguin est désigné à l'unanimité comme candidat du RPR. Afin de mettre fin à la polémique des « faux électeurs », il propose une loi sur la refonte des listes électorales de Paris.
Mais la campagne se complique, le maire sortant, Jean Tiberi, refusant de retirer sa candidature. Philippe Séguin refuse de fusionner leurs listes entre les deux tours, souhaitant un soutien clair de Jacques Chirac qui ne lui viendra jamais en aide. Finalement, les listes conduites par Philippe Séguin (34,8 %) sont devancées au second tour par celles du Parti socialiste (49,6 %), menées par Bertrand Delanoë, tandis que celles de Jean Tiberi le font échouer, et arrivent troisième (12,3 %).
En 2002, au lendemain du premier tour de l'élection présidentielle, et à la veille des élections législatives, Jacques Chirac décide de créer un nouveau parti, l'Union pour la majorité présidentielle (UMP), dans le but de rassembler les forces gaullistes, libérales et centristes. Philippe Séguin, à la tête du RPR au conseil de Paris, qui souhaitait réformer le parti, refuse d'intégrer l'UMP. Il démissionne du conseil de Paris en octobre 2002 et se retire de la vie politique.
Au cours de sa carrière, Philippe Séguin s'est entouré de collaborateurs dont certains ont travaillé aux côtés de Nicolas Sarkozy quand il était président de la République. C'est le cas de François Fillon (Premier ministre de 2007 à 2012), d'Étienne Pinte, de Jean de Boishue, de Roger Karoutchi, son ancien directeur de cabinet, ou de ses «plumes», Henri Guaino et Nicolas Baverez.

### Premier président de la Cour des comptes

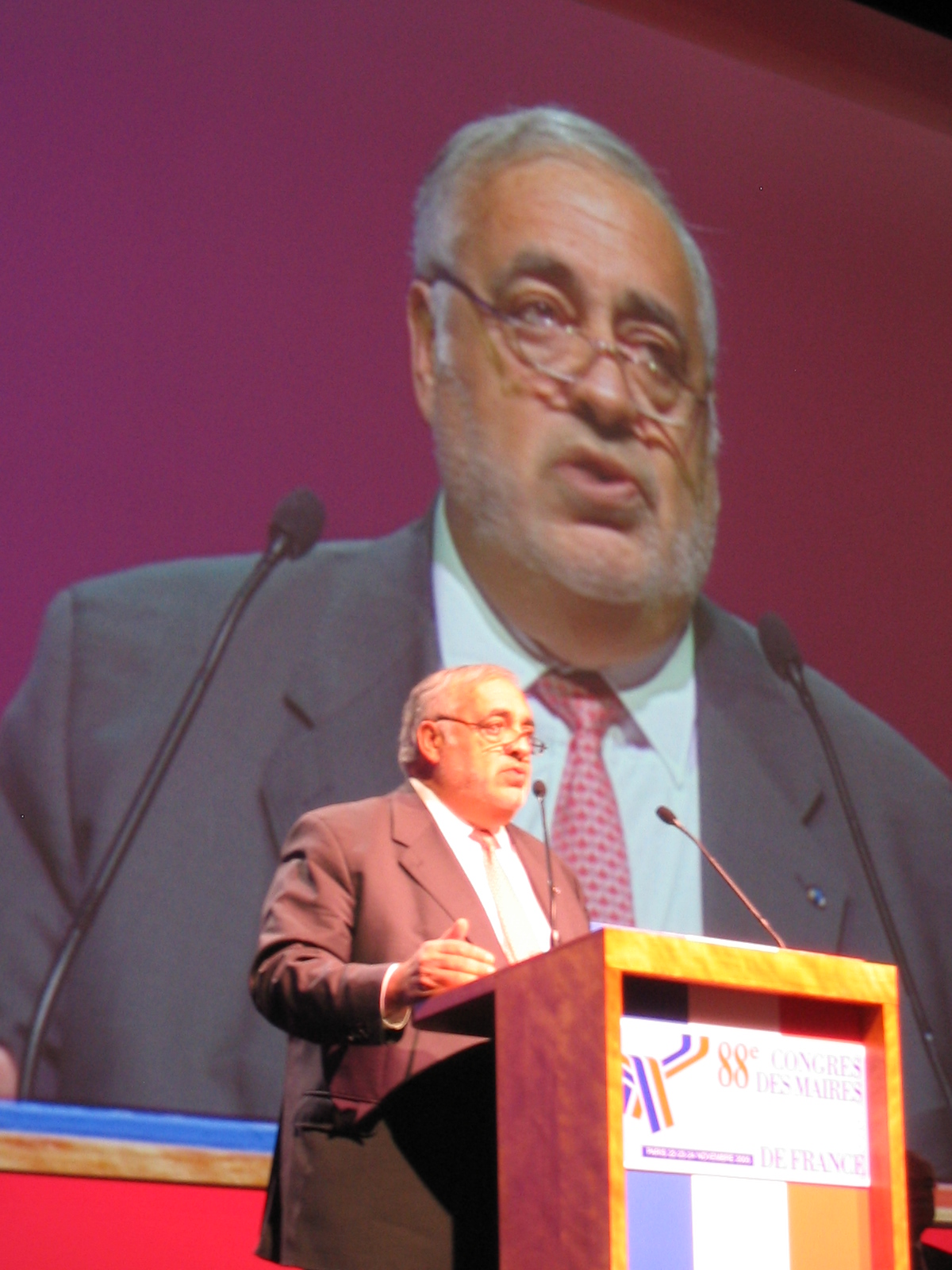
Philippe Seguin en 2005.

En juin 2002, Philippe Séguin réintègre la Cour des comptes. Il est aussi nommé, en octobre de la même année, chef de la délégation gouvernementale française au conseil d'administration du Bureau international du travail (BIT). En mars 2003, il devient conseiller maître à la Cour des comptes, et prend la présidence du conseil d'administration du BIT, en juin 2004.
Le 21 juillet 2004, Philippe Séguin est nommé Premier président de la Cour des comptes par Jacques Chirac, sur proposition de Nicolas Sarkozy. Quand en 2007, ce dernier pense à lui pour devenir ministre dans le gouvernement François Fillon, il refuse, préférant son poste de Premier président.
Étant donné son passé politique, Philippe Séguin est médiatiquement reconnu. Sa nomination a donc permis à l'institution de revenir sur le devant de la scène, même si les rapports de la Cour des comptes n'ont aucun caractère contraignant pour l'État. Malgré tout, la publication des rapports et la médiatisation qui en est faite par Philippe Séguin renforcent la légitimité et l'impact de la Cour des comptes. Son indépendance également, car il a, à plusieurs reprises, critiqué les comptes de l'Élysée et la politique budgétaire de Nicolas Sarkozy.
Grand amateur de football, Philippe Séguin a présidé la commission nationale tripartite de la Fédération française de football et a pris la présidence, en janvier 2008, de la commission Grands stades Euro 2016, créée par le secrétariat d'État aux Sports afin d'évaluer les stades de football existants, ainsi que les atouts et les faiblesses du projet de candidature de la France à l'organisation de l'Euro 2016 de football. Il est également président de la Fondation du football à partir de février 2008.

### Mort et obsèques
Philippe Séguin meurt d'une crise cardiaque le 7 janvier 2010 à son domicile du 16e arrondissement de Paris, à l'âge de 66 ans,. Quelques mois avant sa mort, il n'excluait pas un retour en politique. Sa disparition provoque un vif émoi dans toute la classe politique, qui lui rend un hommage unanime et qui regrette la perte d'un « grand serviteur de l'État ».
Un hommage national a lieu le 11 janvier 2010 aux Invalides, où un portrait géant de Philippe Séguin est affiché. Ses obsèques sont célébrées par le cardinal André Vingt-Trois, en présence notamment de sa famille, du président de la République, Nicolas Sarkozy, et de son épouse, Carla Bruni-Sarkozy, du Premier ministre, François Fillon, de la plupart des membres du gouvernement, des anciens présidents Valéry Giscard d'Estaing et Jacques Chirac, des anciens Premiers ministres Jean-Pierre Raffarin, Alain Juppé et Laurent Fabius, des présidents de l'Assemblée nationale et du Sénat, Bernard Accoyer et Gérard Larcher, et d'anciens ministres, dont Simone Veil et Charles Pasqua. À la fin de la cérémonie, le président Sarkozy prononce l'éloge funèbre de son « ami ». Le cercueil, recouvert du drapeau français, à la sortie de l’église Saint-Louis-des-Invalides, entre dans la cour d'honneur des Invalides sur la Marche funèbre de Frédéric Chopin et en sort sur la musique du Chant des Africains.
Le 12 janvier, l’Assemblée nationale observe une minute de silence.
Philippe Séguin est inhumé, le 13 janvier 2010, dans le caveau familial de Bagnols-en-Forêt, dans le Var.

## Hommages et postérité
Le 4 février 2010, le conseil municipal d'Épinal décide à l'unanimité de donner le nom de Philippe Séguin à la rue du Merle Blanc, située dans un quartier où la mixité sociale a été privilégiée. C'est Philippe Séguin lui-même qui en avait émis le souhait. Cette première rue Philippe-Séguin est inaugurée le 3 juin 2010 par le Premier ministre François Fillon.

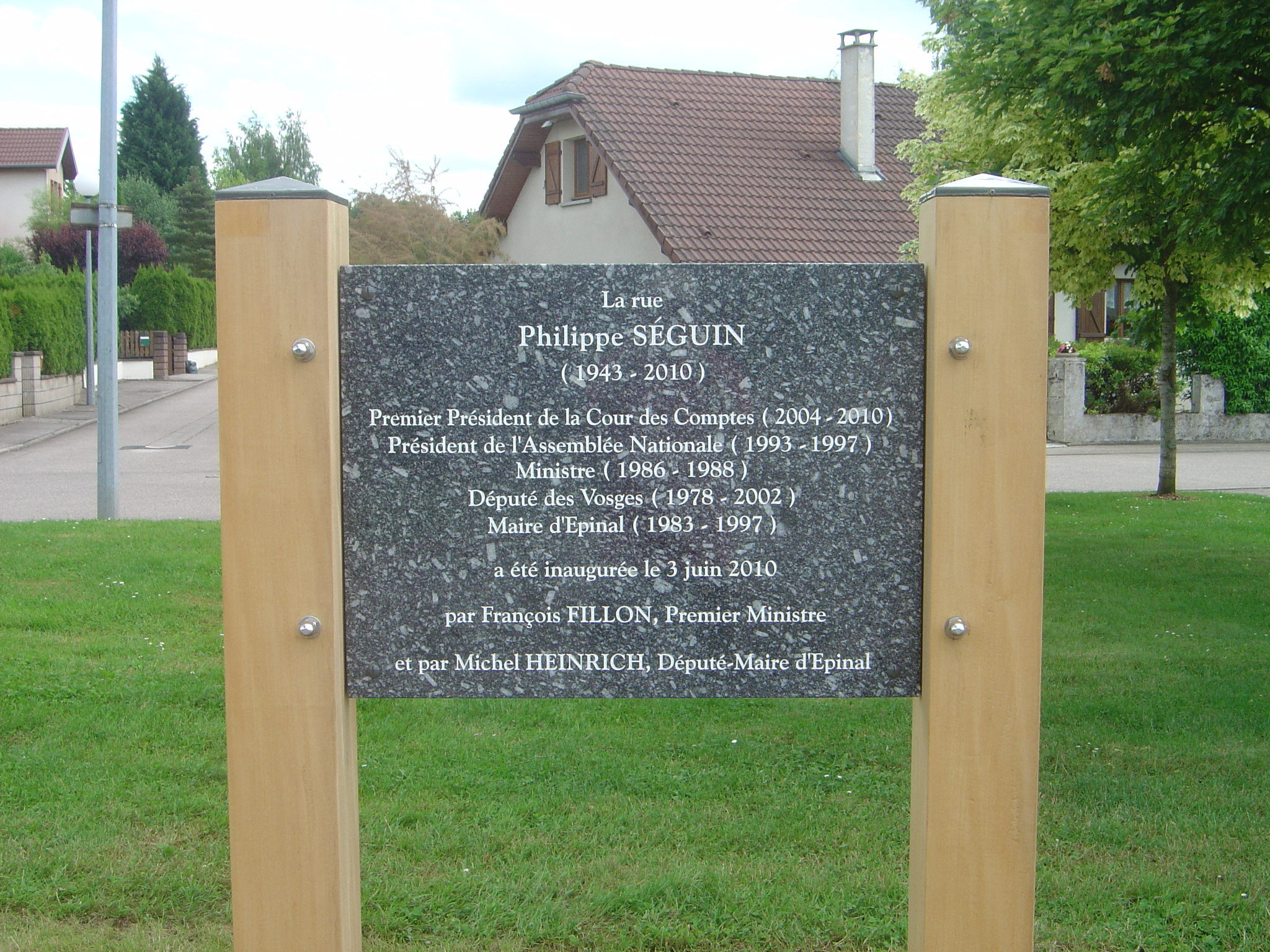
Plaque commémorative.
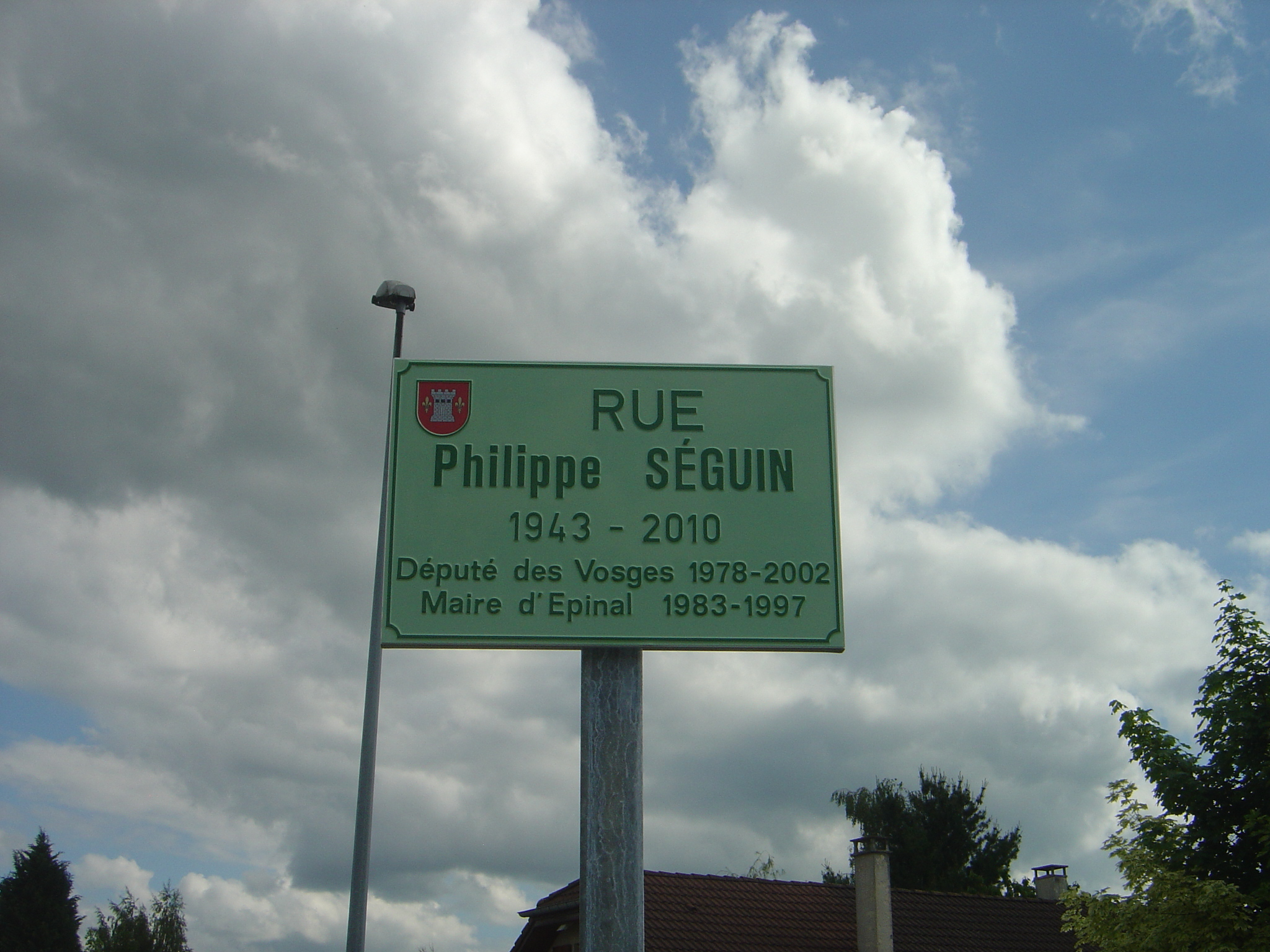
Plaque de rue.

Les étudiants de Sciences-Po dédient à sa mémoire le concours d'éloquence de l'IEP en remettant pour la première fois, le 21 avril 2010, jour anniversaire de sa naissance, le prix Philippe-Séguin pour les arts oratoires, en présence de sa famille et de son successeur à la tête de la Cour des comptes, Didier Migaud.
La bibliothèque personnelle de Philippe Séguin a été léguée à la ville d’Épinal, conformément à son souhait.
Depuis novembre 2012, les 6 800 documents qui la composent, majoritairement des livres, sont conservés à la bibliothèque multimédia intercommunale d'Épinal et apparaissent à son catalogue. Les pièces les plus remarquables ont été présentées au cours d’une exposition intitulée « La bibliothèque de Philippe Séguin » du 13 septembre au 19 octobre 2014.
En 2018, l'ancien président Nicolas Sarkozy inaugure une rue Philippe-Séguin à Nice.
L'Institut d’études politiques d'Aix-en-Provence a baptisé « espace Philippe Séguin » une partie des bâtiments, avenue Jean Dalmas et abritant la bibliothèque Recherche de l'établissement.

## Synthèse de sa carrière

### Carrière administrative
- 1968 : stage en Polynésie française en qualité de chef de la circonscription administrative des Îles du Vent, par intérim
- 1970 : auditeur de deuxième classe à la Cour des comptes
- 1970-1971 : chargé de mission auprès du recteur de l'académie de Nice et chef de la division de la scolarité
- 1971 : auditeur de première classe à la Cour des comptes
- 1972-1973 : chargé de mission auprès du Premier président de la Cour des comptes
- 1973-1974 : chargé de mission au secrétariat général de la présidence de la République
- 1974-1975 : adjoint au directeur de l'éducation physique et des sports
- 1975 : réintégré dans les cadres de la Cour des comptes
- 1977 : conseiller référendaire de deuxième classe à la Cour des comptes
- 1977 : directeur de cabinet du secrétaire d'État, chargé des relations avec le Parlement (avril-septembre)
- 1977-1978 : chargé de mission au cabinet de Raymond Barre, Premier ministre
- 1999-2002 : professeur invité à l'université du Québec à Montréal (Canada) et en résidence à la Chaire Raoul-Dandurand en études stratégiques et diplomatiques, il a reçu un doctorat honoris causa de l'UQAM[53]
- 2002 : réintégré dans les cadres de la Cour des comptes
- 2002, 2005 : délégué du Gouvernement français au conseil d'administration du Bureau international du travail (BIT)
- 2003 : conseiller maître à la Cour des comptes
- 2004, 2005 : président du conseil d'administration du bureau de l'Organisation internationale du travail (OIT)
- 2004-2010 : Premier président de la Cour des comptes
- Membre du conseil d'administration de l'Institut de relations internationales et stratégiques
- Président du conseil d'administration de l'Institut d'études politiques d'Aix-en-Provence
- Président de la commission nationale tripartite à la Fédération française de football
- Président de Grands Stades Euro 2016
- 2008-2010 : président de l'Association de préfiguration de la Fondation du football (APFF)[54]

### Mandats et fonctions politiques
- 3 avril 1978-1er avril 1986 puis 23 juin 1988-18 juin 2002 : député de la 1re circonscription des Vosges
- 1979-1986 : membre du conseil régional de Lorraine (vice-président de 1979 à 1983)
- 2 juillet 1981-1er avril 1986 : vice-président de l'Assemblée nationale
- mars 1983-novembre 1997 : maire d'Épinal (Vosges)
- 1984-1986 : secrétaire national du RPR, chargé de la décentralisation
- 20 mars 1986-10 mai 1988 : ministre des Affaires sociales et de l'Emploi
- 2 avril 1993-21 avril 1997 : président de l'Assemblée nationale
- 6 juillet 1997-16 avril 1999 : président du RPR
- 21 mars 2001-11 octobre 2002 : président du groupe RPR au conseil de Paris

## Décorations et distinctions

### Décorations françaises et assimilées
- Grand-croix de l'ordre national du Mérite (mai 2007)[55].
- Chevalier de l'ordre des Palmes académiques.
- Chevalier du Mérite agricole.
- Officier de l'ordre des Arts et des Lettres
- Médaille de la jeunesse, des sports et de l'engagement associatif, bronze
- Médaille d'honneur régionale, départementale et communale, argent
- Commandeur de l'ordre de Tahiti Nui[56] (Polynésie française)
- Grand officier de l'ordre de la Pléiade
- Médailles reçues au nom de son père
  - Croix de guerre
  - Médaille militaire

Philippe Séguin s'est vu proposer la Légion d'honneur, qu'il refusa, déclarant que son père est mort sans la recevoir.

### Décorations étrangères
- Grand-croix de l'ordre du Mérite de la République fédérale d'Allemagne (Allemagne)
- Grand-croix de l'ordre de la Croix du Sud (Brésil)
- Membre d'honneur de l'ordre royal de la couronne (en) (Brunei)
- Ordre de Stara Planina (Bulgarie)
- Grand-croix de l'ordre royal du Sahamétrei (en) (Cambodge)
- Officier de l'ordre national du Québec (Canada)
- Grand-croix de l'ordre du Mérite du Chili (Chili)
- Grand-croix de l'ordre du Ouissam alaouite (Maroc)[58]
- Grand-croix de l'ordre de Gorkha Dakshina Bahu (Népal)
- Grand cordon de l'ordre de la République (Tunisie)
- Grand cordon de l'ordre du 7 novembre (Tunisie)

### Distinctions
- Lauréat de l'Institut d'études politiques et de la faculté des lettres d'Aix-en-Provence
- Médaille de bronze de la ville d'Aix-en-Provence
- Élu « homme politique de l'année » 1996 par Le Trombinoscope
- Grand prix des communicants publics décerné par le magazine Acteurs publics (2005)
- Docteur honoris causa de l'université du Québec à Montréal (Canada), des universités de Loughborough (Grande-Bretagne) et de Bucarest (Roumanie)
- La tribune officielle du Parc des Princes a été renommée « tribune officielle-Philippe Séguin » après sa mort[59],[60].

## Documentation

### Ouvrages publiés
- Réussir l'alternance : contre l'esprit de revanche (1985)
- La Force de convaincre (entretiens avec Pierre Servent, 1990)
- Louis Napoléon le Grand, Grasset, 1990 (ISBN 978-2-246-42951-7) (prix du Second empire de la Fondation Napoléon 1990)
- De l'Europe en général et de la France en particulier (en coll., 1992)
- Discours pour la France (1992)
- Demain, la France : tome 1 : la priorité sociale (en coll., 1992) ; tome 2 : La reconquête du territoire (1993)
- Ce que j'ai dit (1993)
- Discours encore et toujours républicains (1994)
- Deux France ? (coécrit avec Alain Minc) (en coll., 1994)
- 240 dans un fauteuil : la saga des présidents de l'Assemblée (1995)
- En attendant l'emploi (1996)
- C'est quoi la politique ? (récit pour enfants, 1999)
- Plus français que moi, tu meurs ! : France, Québec, des idées fausses à l'espérance partagée (essai) (2000)
- Lettre ouverte à ceux qui veulent encore croire à Paris (2000), livre-programme pour les élections municipales
- Itinéraire dans la France d'en bas, d'en haut et d'ailleurs (Mémoires, 2003)

### Fonds d'archives
Sa documentation personnelle, considérée comme abondante, est versée en 2013 aux Archives nationales principalement sous la cote 697AP,.